# Emile Maringer
Emile Maringer (* 18. August 1905 in Luxemburg; † im 20. Jahrhundert) war ein luxemburgischer Fußballspieler.
Maringers Heimatverein war Red Black Pfaffenthal. Am 6. April 1930 stand er in der Startelf der luxemburgischen Fußballnationalmannschaft bei einem Freundschaftsspiel gegen die italienische B-Nationalmannschaft (1:8). Es blieb sein einziges Länderspiel.